# Sviatohirsk
Sviatohirsk (en ukrainien : Святогірськ, en russe : Святогорск, Sviatogorsk) est une ville de l'oblast de Donetsk, en Ukraine orientale. Sa population s'élevait à 1 000 habitants en 2023.

## Histoire
Dans la nuit du 12 au 13 mars 2022, lors de l’invasion de l'Ukraine par la Russie, la ville est touchée par des bombardements russes, faisant une trentaine de victimes parmi le millier de réfugiés dans le monastère de Sviatohirsk, selon le parquet général ukrainien. La ville, occupée par les forces russes/pro-russes, est libérée le 13 septembre 2022, dans le cadre de la contre-offensive d'été, par les Forces armées ukrainiennes.

## Géographie
Sviatohirsk est située à 21 km au nord de Sloviansk, à 24 km au sud-est d'Izioum, à 117 km au nord de Donetsk et à 529 km au sud-est de Kiev. La région possède une zone protégée : le parc national de Sviasti Hory.
La ville s'appuie au nord sur la rivière Donets, tandis que son agglomération se prolonge sur la rive sud avec la localité de Tetianivka, toutes deux reliées par un pont franchissant le Donets.

## Administration
Depuis juillet 2020, Sviatohirsk forme une communauté territoriale dans le raïon de Kramatorsk. Maires : Volodymir Bandoura remplacé par Volodymir Rybalkine qui est nommé par le président Zelensky après le retour de la ville en Ukraine.

## Population
Recensements (*) ou estimations de la population :
| 1959* | 1970* | 1979* | 1989* | 2001* |
| ----- | ----- | ----- | ----- | ----- |
| 4 516 | 5 112 | 5 433 | 5 789 | 5 136 |

| 2009  | 2010  | 2011  | 2012  | 2013  |
| ----- | ----- | ----- | ----- | ----- |
| 4 819 | 4 791 | 4 692 | 4 676 | 4 654 |

| 2016  | 2018  | 2022  | 2023  | - |
| ----- | ----- | ----- | ----- | - |
| 4 531 | 4 433 | 4 226 | 1 000 | - |

## Communications
Sviatohirsk se trouve à 139 km de Louhansk et à 693 km de Kiev par la route ; la ville est à 172 km de Louhansk et à 706 km de Kiev par le chemin de fer, elle possède une gare.

## Lieux d'intérêt
- Monastère de la laure de Sviatohirsk.

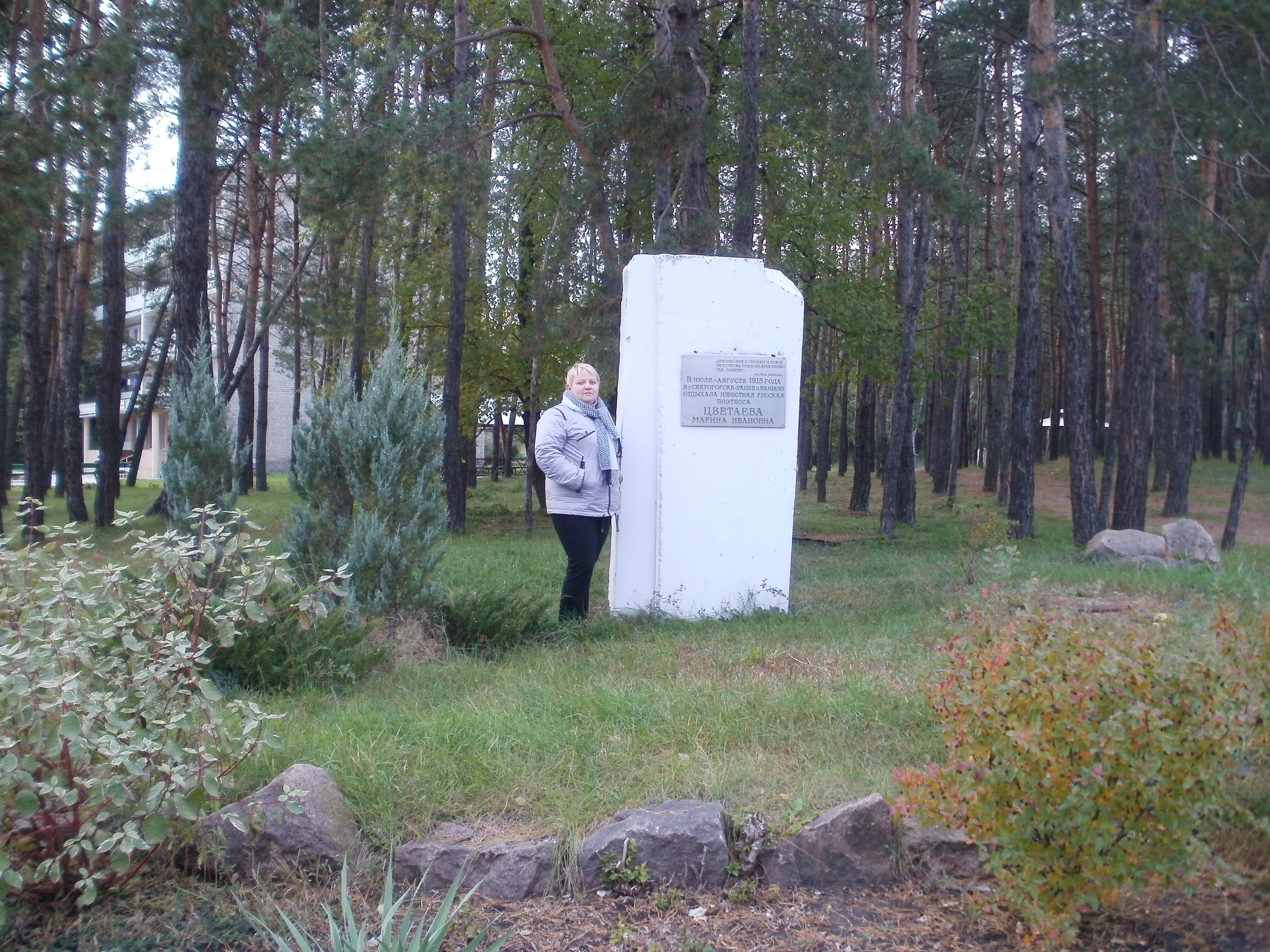
Monument à Marina Tsvetaïeva, classé[6].
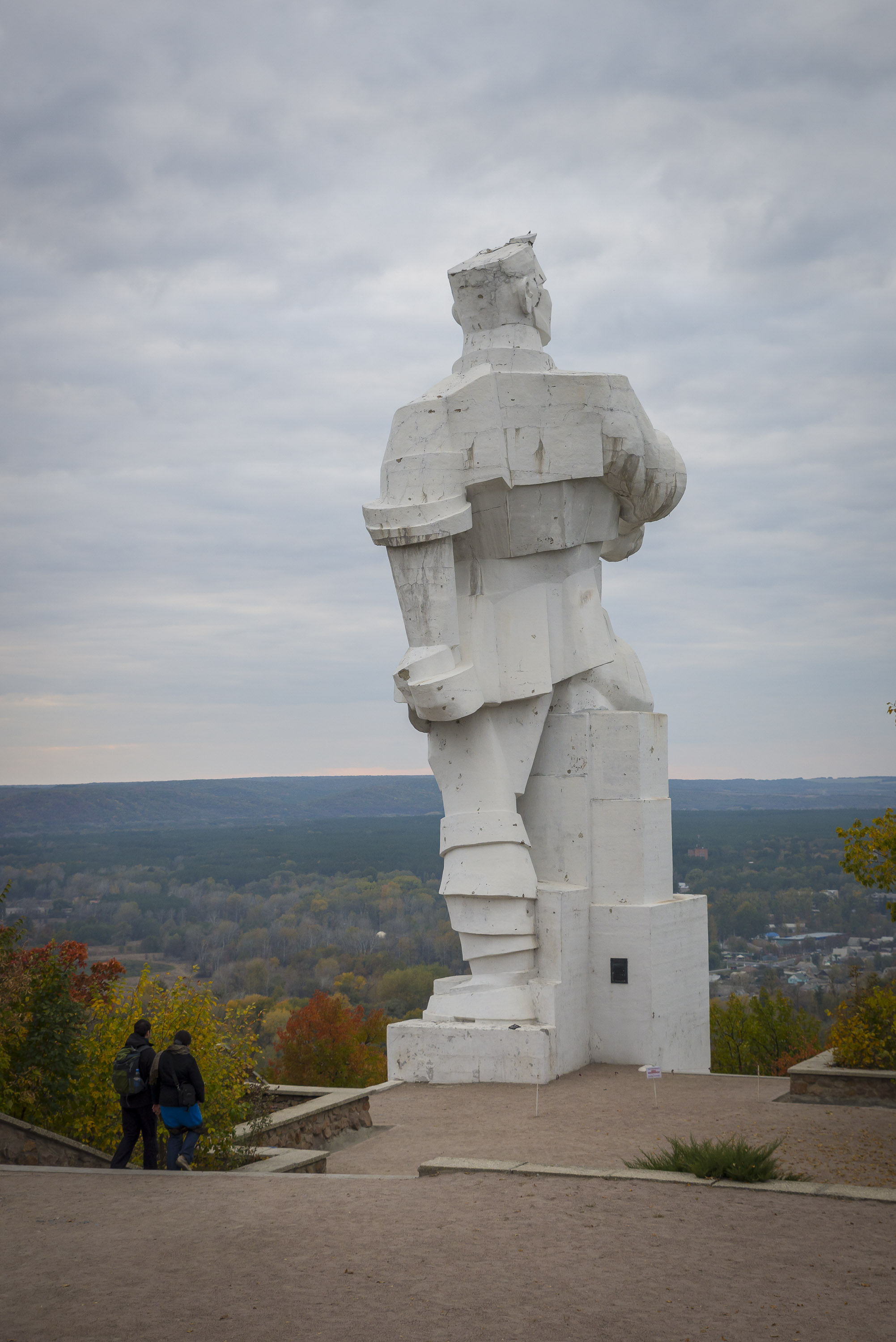
monument au Camarade Artiom, classé[7].
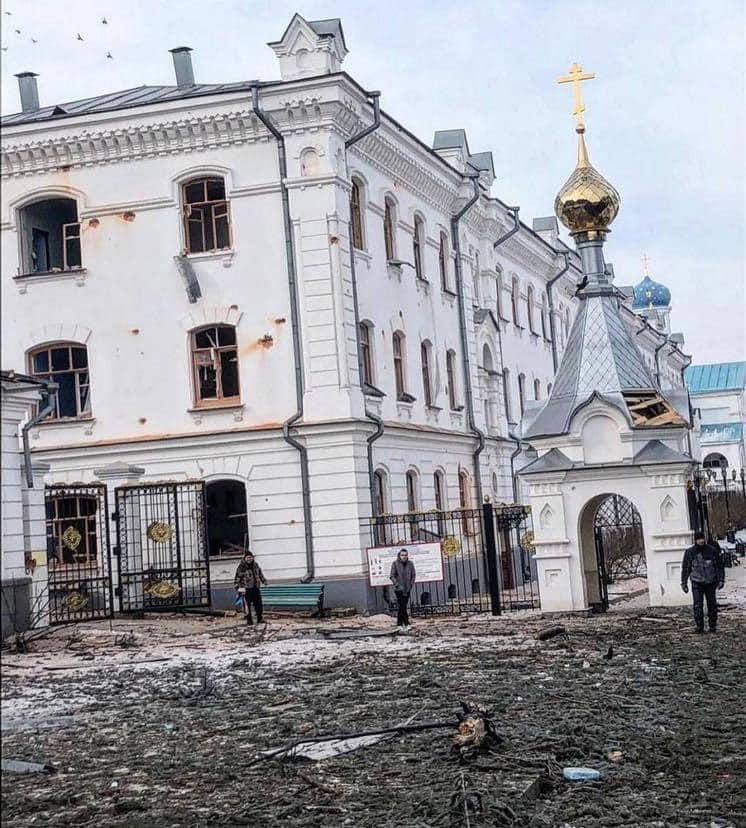
L'hôtel de la Laure, classé[8] endommagé par la guerre de 2022.
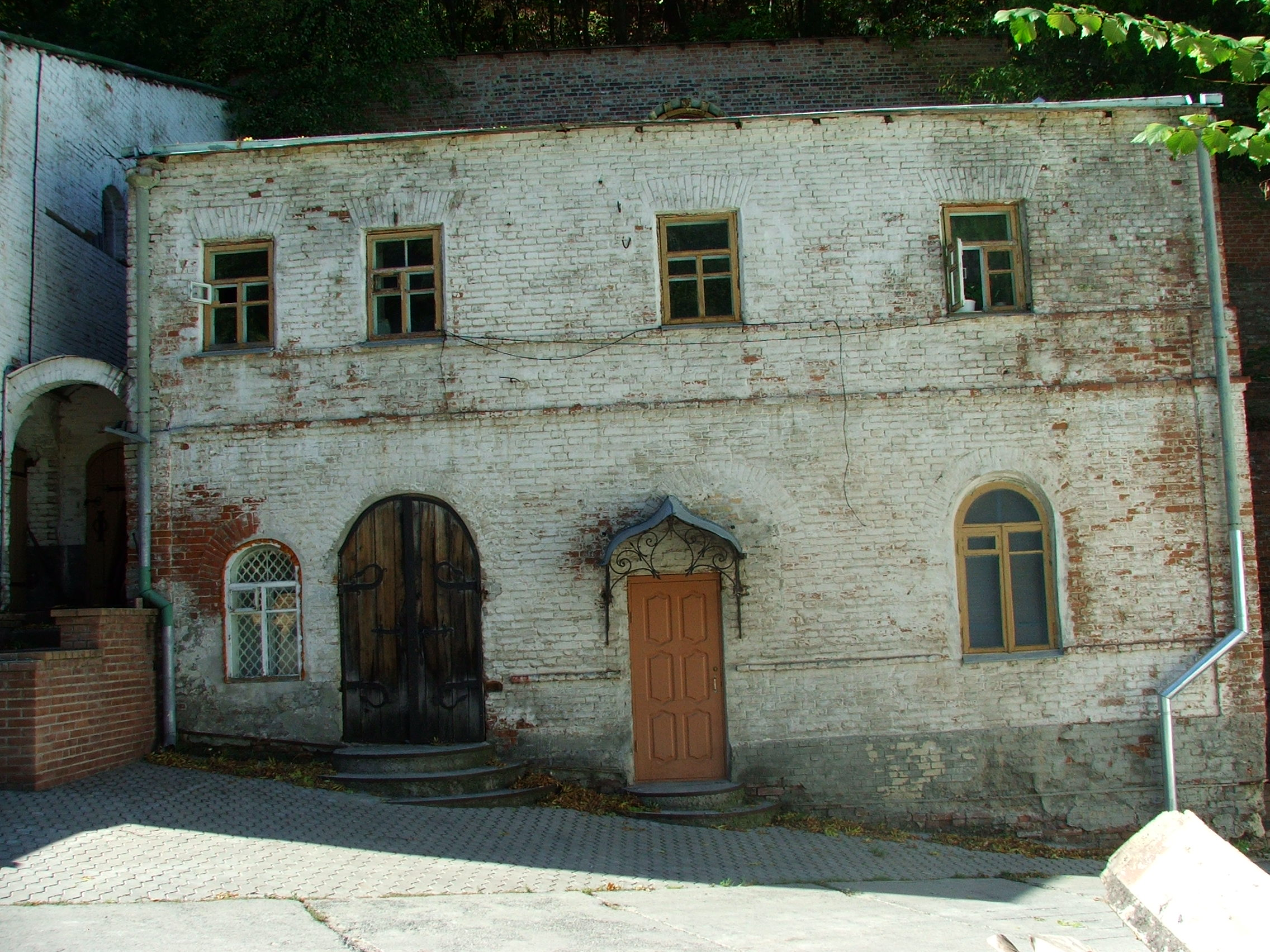
Forge, classée[9].
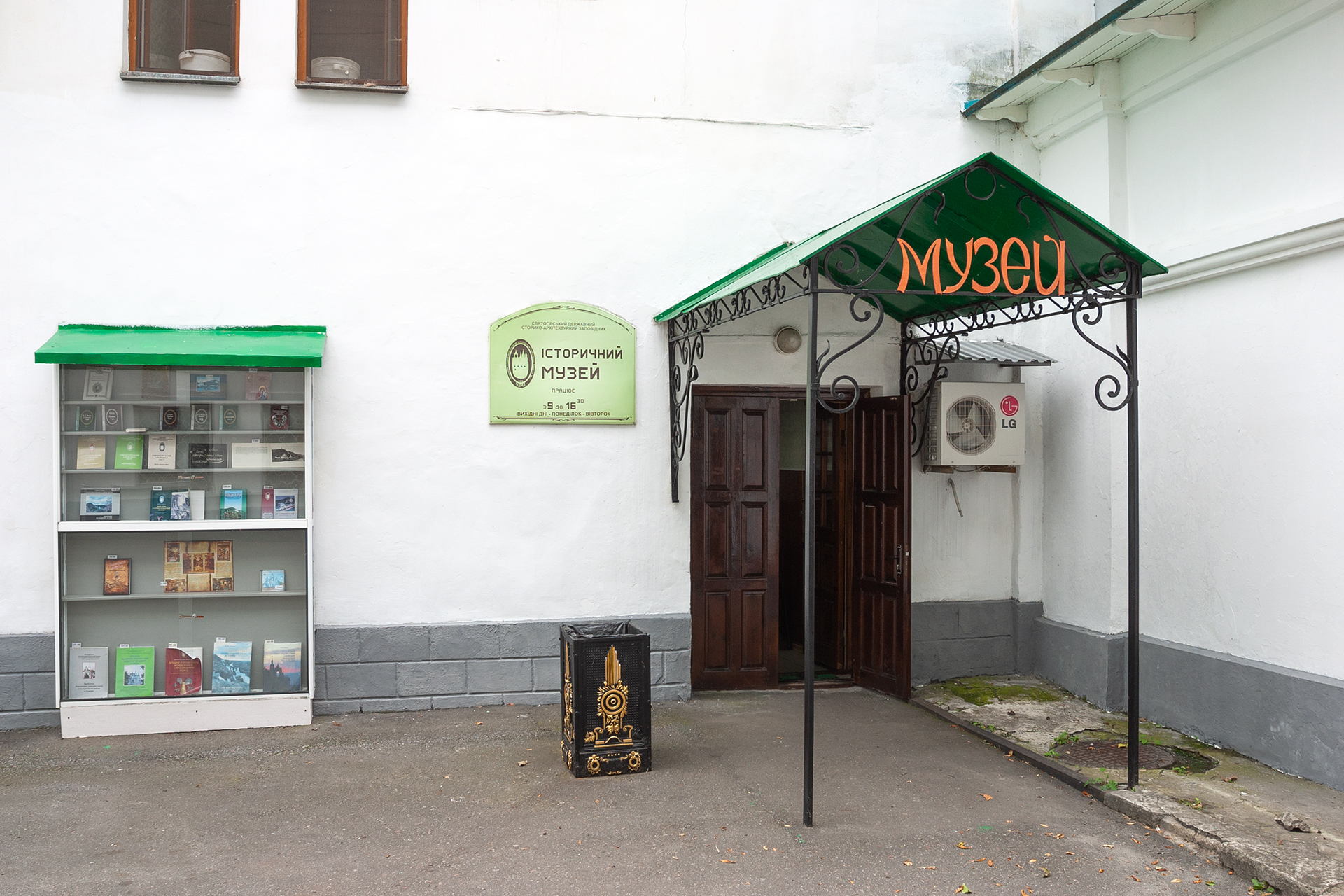
musée d'histoire, classé[10].